# Повіренний Олександр Васильович
Олекса́ндр Васи́льович Пові́ренний (нар. 25 серпня 1919 — пом. 14 жовтня 1981) — радянський військовик часів Другої світової війни, навідник гармати артилерійської батареї 5-го гвардійського повітряно-десантного артилерійського полку 10-ї гвардійської повітряно-десантної дивізії (37-а армія, Степовий фронт), гвардії сержант. Герой Радянського Союзу (1943).

## Біографія
Народився 25 серпня 1919 року в місті Єлисаветграді (нині — Кропивницький) в родині робітника. Українець. У 1937 році закінчив 7 класів кропивницької НСШ № 1, у 1939 році — Кіровоградський енергетичний технікум. Працював на заводі сільськогосподарського машинобудування «Червона зірка».
До лав РСЧА призваний у серпні 1941 року. Військову службу розпочав у частині берегової оборони на Далекому Сході, був сапером, артилеристом.
Учасник німецько-радянської війни з 1942 року. Своє бойове хрещення і перше поранення отримав під Старою Руссою в листопаді 1942 року. Особливо гвардії сержант О. В. Повіренний відзначився під час форсування Дніпра. Ввечері 30 вересня 1943 року підрозділи 10-ї гвардійської повітряно-десантної дивізії вийшли на східний беріг Дніпра поблизу села Переволочна, нині Кобеляцького району Полтавської області. В ніч на 1 жовтня передові підрозділи з ходу форсували річку, вступили в бій з супротивником і захопили плацдарм на правому березі в районі села Мишурин Ріг Верхньодніпровського району Дніпропетровської області. Під час боїв на плацдармі з 1 по 14 жовтня артилеристи відбивали численні контратаки супротивника, підбили 10 ворожих танків. Коли ж під час чергової атаки німецький танк знищив гармату Повіренного, він гранатою підірвав його й вийшов до своїх.
Член ВКП(б) з 1943 року.
У 1944 році направлений на навчання до Чкаловського танкового училища, яке закінчив у 1945 році. З 1946 року лейтенант О. В. Повіренний — у запасі. Мешкав у місті Чкалові (з 1957 року — Оренбург), працював інструктором політвідділу Оренбурзької залізниці, інженером відділу праці і заробітної плати, згодом — начальником контрольно-інформаційного пункту верстатобудівного заводу. Помер 14 жовтня 1981 року.

## Нагороди
Указом Президії Верховної Ради СРСР від 20 грудня 1943 року за зразкове виконання бойових завдань командування на фронті боротьби з німецькими загарбниками та виявлені при цьому відвагу і героїзм, гвардії сержанту Повіренному Олександру Васильовичу присвоєне звання Героя Радянського Союзу з врученням ордена Леніна і медалі «Золота Зірка» (№ 3621).
Також був нагороджений низкою медалей.